# ディズニー・エンターテインメント
ディズニー・エンターテインメント（Disney Entertainment）はウォルト・ディズニー・カンパニーの主要三大部門の一つである。
ディズニー映画及びアニメーションの製作、テレビ放送、ストリーミングサービス、海外事業、コンテンツビジネスで構成されている。
その他の主要三大部門はディズニー・パークス・エクスペリエンス・プロダクツとESPNである。

## 歴史
2023年2月8日までは前身にあたるディズニー・メディア&エンターテイメント・ディストリビューションは事業再編のため解散され、ディズニー・エンターテインメントが設立された。